# Atoka (Nowy Meksyk)
Atoka – jednostka osadnicza w Stanach Zjednoczonych, w stanie Nowy Meksyk, w hrabstwie Eddy.